# Pseudabutilon pintoi
Pseudabutilon pintoi är en malvaväxtart som beskrevs av H. Monteiro. Pseudabutilon pintoi ingår i släktet Pseudabutilon och familjen malvaväxter. Inga underarter finns listade i Catalogue of Life.